# Atelopus lynchi
Atelopus lynchi is een kikker uit de familie padden (Bufonidae) en het geslacht klompvoetkikkers (Atelopus). De soort werd voor het eerst wetenschappelijk beschreven door David Cannatella in 1981. Omdat de soort pas sinds recentelijk is beschreven wordt de kikker in veel literatuur nog niet vermeld. De soortaanduiding lynchi is een eerbetoon aan John Douglas Lynch.
Atelopus lynchi leeft in delen van Zuid-Amerika en komt voor in de landen Ecuador en Colombia. De kikker is bekend van een hoogte van 800 tot 1410 meter boven zeeniveau. De soort komt in een relatief klein gebied voor en is hierdoor kwetsbaar. Door de internationale natuurbeschermingsorganisatie IUCN wordt de soort beschouwd als 'kritiek'.
Atelopus lynchi bereikt een lichaamslengte van 34,5 tot 40,8 millimeter.